# Kerpen

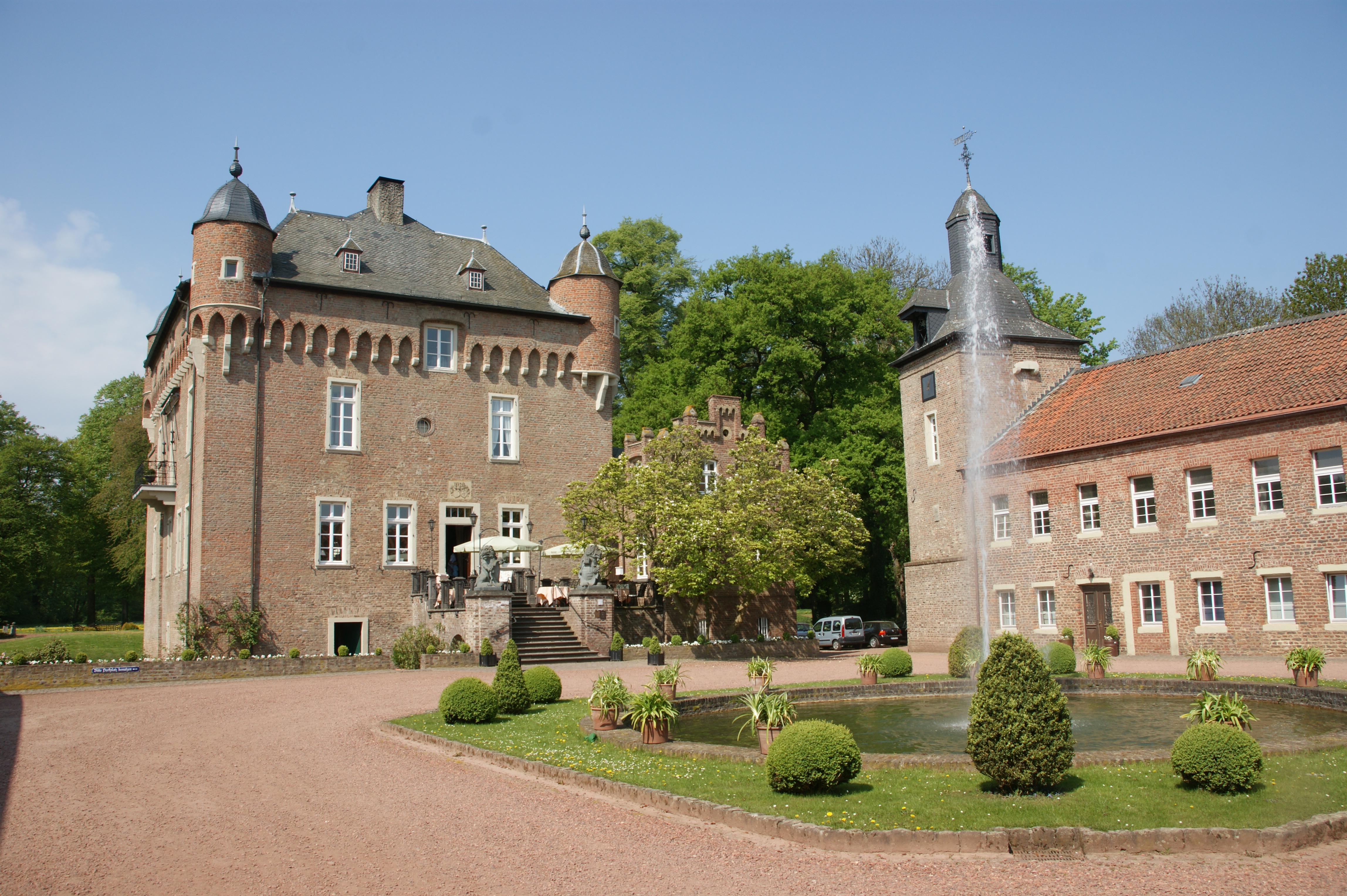
Loersfelds slott i Kerpen.

Kerpen är en stad i västra Tyskland, belägen i distriktet Rhein-Erft-Kreis, Regierungsbezirk Köln, i förbundslandet Nordrhein-Westfalen, väster om storstaden Köln. Kerpens stadskommun har cirka 68 000 invånare.